# Rue des Botteleurs
La rue des Botteleurs  (en alsacien : Heibindergässel) est une voie de Strasbourg, rattachée administrativement au quartier Gare - Kléber. 

## Situation et accès
Elle va du no 14 de la rue des Glacières au no 4 de la rue Kirschleger. Elle est parallèle à la rue du Houblon qui relie les mêmes rues plus au nord-ouest.

## Origine du nom et histoire
Jusqu'au milieu du XIXe siècle, les rues proches des fortifications ne portent pas de nom particulier. C'est la désignation générale de « bastion de la Bruche », puis de « quartier des Ponts couverts » qui est en usage.
Sous son nom actuel, la « rue des Botteleurs » apparaît en 1856. L'occupation allemande en fait le Heubindergässchen en 1872 et en 1940, tandis que la dénomination française est de retour en 1918 et depuis 1945.

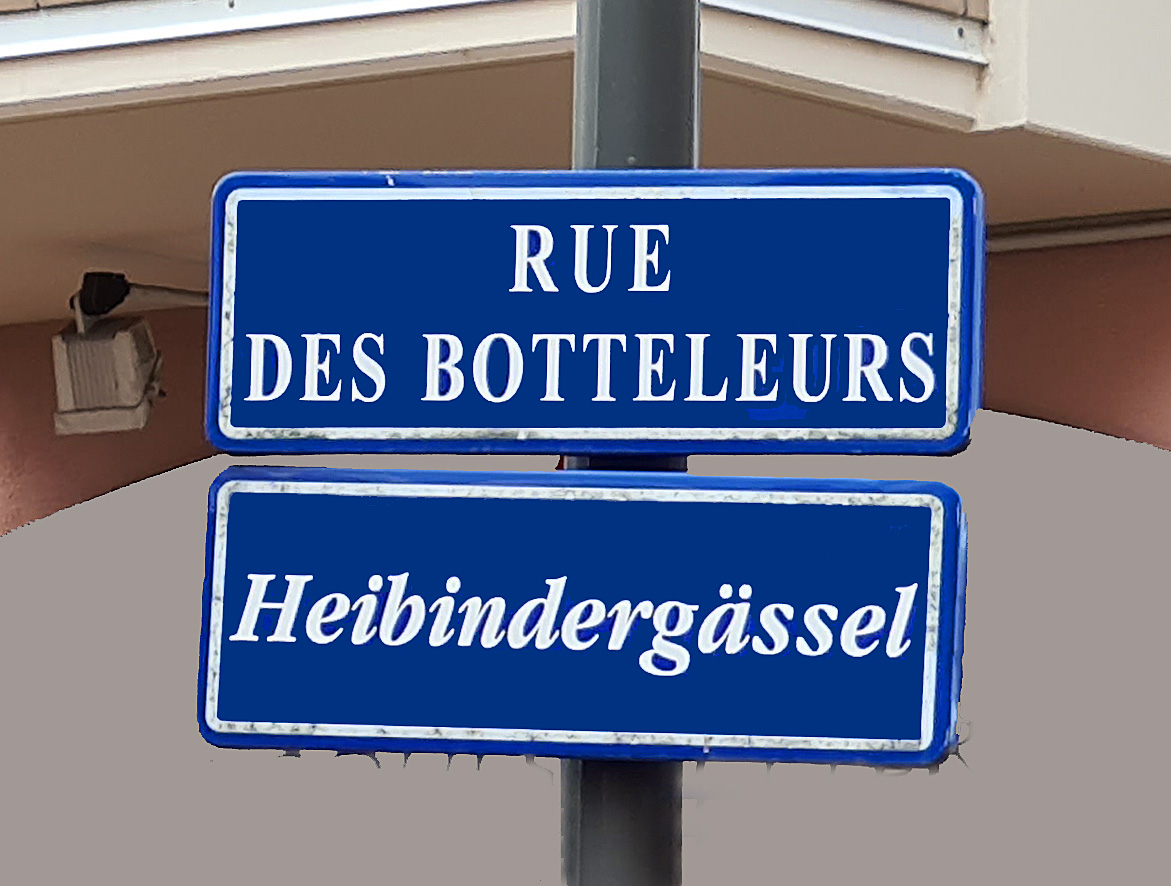
Plaque bilingue, en français et en alsacien.

Le botteleur est un ouvrier agricole chargé de lier des bottes, qu'ils'agisse de foin, de céréales ou de tabac par exemple. La traduction allemande ultérieure (Heubindergässchen) plaide en faveur du foin et deux anciennes rues voisines portaient des noms analogues : Heumagazingasse (« rue du Magasin à Fourages ») et Heuwaagegasse (« rue de la Balance à Foin »), mais la proximité d'un grenier et d'un entrepôt de tabac laisse ouvertes d'autres interprétations.
À partir de 1995, des plaques de rues bilingues, à la fois en français et en alsacien, sont mises en place par la municipalité lorsque les noms de rue traditionnels étaient encore en usage dans le parler strasbourgeois. Le nom de la rue est alors sous-titré Heibindergässel.

## Bâtiments remarquables

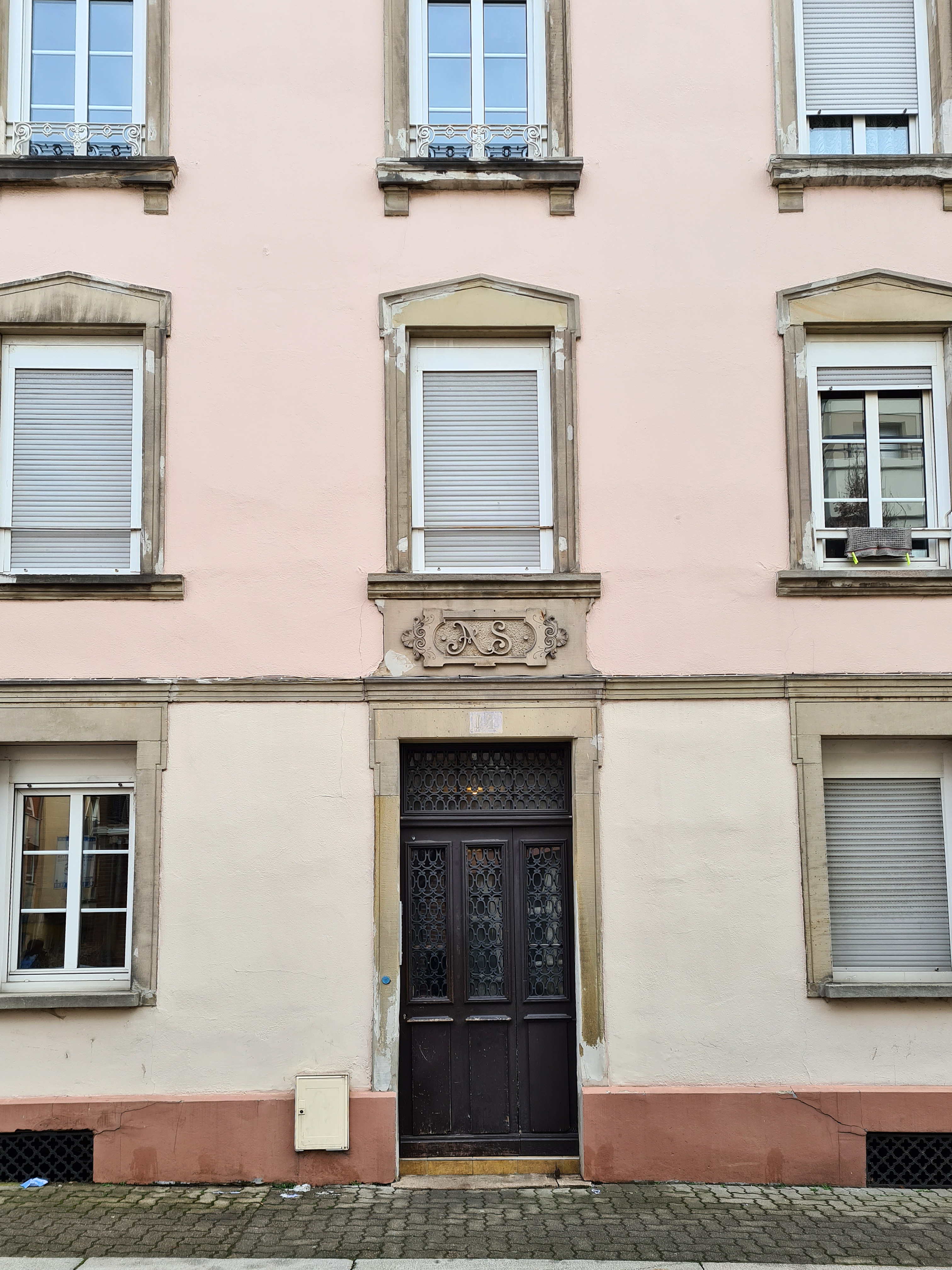
Monogramme « A. S. » au dessus de la porte d'entrée du no 4.

no 4Cette maison située à l'angle de la rue des Glacières a été construite à la fin du XIXe siècle. Elle porte le monogramme « A.S. ».
À cet endroit, selon Joseph Bernhard, subsistaient encore, au milieu du XIXe siècle, des vestiges de l'ancienne tour qui se trouvait au pied de l'emplacement des glacières : dans la cave on pouvait voir « le pourtour des embrasures à canons de cette tour, dirigées, les unes, vers la campagne, les autres, suivant les flancs du mur ». L'historien précise que « le mur passait lui-même sur l'emplacement de la malterie de J.J. Hatt et se retrouverait sous le sol de la ruelle ».
Numéros impairsLe côté septentrional est occupé par des immeubles construits à la fin du XXe siècle.